# Barrmaelia pseudobombarda
Barrmaelia pseudobombarda är en svampart som först beskrevs av Pier Andrea Saccardo, och fick sitt nu gällande namn av Rappaz 1995. Barrmaelia pseudobombarda ingår i släktet Barrmaelia och familjen kolkärnsvampar.   Inga underarter finns listade i Catalogue of Life.